# Karol Veltze
Karol Wacław Michał Veltze (ur. 28 września 1892 we Lwowie, zm. 30 kwietnia 1940 w Katyniu) – żołnierz I Brygady Legionów Polskich, kapitan uzbrojenia Wojska Polskiego, ofiara zbrodni katyńskiej.

## Życiorys
Syn Tadeusza i Marii z Nosalków, urodzony 28 września 1892 we Lwowie. Uczęszczał do II Szkoły Realnej we Lwowie (1906), a następnie do Wyższej Szkoły Realnej w Tarnowie. Rozpoczął studia na Wydziale Budowy Maszyn Politechniki Lwowskiej, ale ukończył tylko dwa semestry. W I wojnie światowej walczył w szeregach I Brygady Legionów Polskich. 16 listopada 1918 wstąpił do Wojska Polskiego. 18 marca 1919 został mianowany na stopień podporucznika artylerii. Walczył z bolszewikami. 19 marca 1920 jako dowódca 3 baterii wyróżnił się przy odpieraniu ataku wroga na linię Ubroć-Zwiahel. W 1920 służył w 4 pułku artylerii polowej. 19 stycznia 1921 awansowano go na stopień porucznika artylerii. 15 sierpnia 1924 otrzymał awans na kapitana. Następnie był dowódcą baterii w 19 pułku artylerii polowej. W 1933 został komendantem Pomocniczej Składnicy Uzbrojenia nr 7. Od 1938 służył jako oficer mobilizacyjny Instytutu Technicznego Uzbrojenia. W marcu 1939 pełnił służbę w instytucie na stanowisku kierownika referatu ewidencyjno-statystycznego.
W czasie kampanii wrześniowej 1939, po agresji ZSRR na Polskę z 17 września 1939, dostał się do niewoli sowieckiej. W kwietniu 1940 przebywał w obozie jenieckim w Kozielsku. 28 kwietnia 1940 przekazany do dyspozycji naczelnika Zarządu NKWD Obwodu Smoleńskiego – lista wywózkowa 052/4 z 27 kwietnia 1940. Został zamordowany 30 kwietnia 1940 w Katyniu przez funkcjonariuszy Obwodowego Zarządu NKWD w Smoleńsku oraz pracowników NKWD przybyłych z Moskwy na mocy decyzji Biura Politycznego KC WKP(b) z 5 marca 1940. Ofiary tej zbrodni grzebano w bezimiennych mogiłach zbiorowych, gdzie od 28 lipca 2000 mieści się oficjalnie Polski Cmentarz Wojenny w Katyniu. W miejscu tym prowadzone były ekshumacje i prace archeologiczne, jednak Karol Veltze nie został zidentyfikowany. W Archiwum Robla w pakiecie 03-01, wymieniony na niedatowanej liście w notatniku znalezionym przy szczątkach Łukasza Zwierkowskiego.
Żonaty z Bronisławą z Pisarków, z którą w 1936 się rozwiódł. Mieli syna.
5 października 2007 minister obrony narodowej Aleksander Szczygło mianował go pośmiertnie na stopień majora. Awans został ogłoszony 9 listopada 2007 w Warszawie, w trakcie uroczystości „Katyń Pamiętamy – Uczcijmy Pamięć Bohaterów”.

## Ordery i odznaczenia
- Krzyż Niepodległości (16 września 1931)[14]
- Krzyż Walecznych trzykrotnie[15]
- Srebrny Krzyż Zasługi (22 maja 1939)[16]
- Krzyż Kampanii Wrześniowej – pośmiertnie 1 stycznia 1986[17]

## Upamiętnienie
W katedrze polowej Wojska Polskiego w Warszawie, znajduje się tablica poświęcona jego pamięci.
13 kwietnia 2016, w ramach akcji „Katyń... pamiętamy” / „Katyń... Ocalić od zapomnienia”, w ogrodzie Pałacu Prezydenckiego został zasadzony Dąb Pamięci poświęconego wszystkim Ofiarom Zbrodni Katyńskiej, certyfikat z numerem 1.